# 小田切恵子
小田切 恵子（おだぎり　けいこ、1984年10月1日 - ）は、日本の女優・ファッションモデルである。山梨県出身。

## 人物
- 趣味は音楽鑑賞、スノーボード。
- 特技はファッション関係、スポーツ、料理、殺陣。

## 経歴
- 山梨県にて4姉妹の末っ子として生まれる[2]。15歳の時に渋谷でスカウトされたのをきっかけにファッションモデルの道を歩む。その後、雑誌『Ranzuki』の専属モデルを経て、『Fine』の専属モデルとなった。『Fine』での同僚には向山志穂[1]や清宮佑美[3]がおり、今でも仲が良いという。
- モデル業の傍ら舞台や映画での女優活動や、アパレルメーカーのデザイナー業も行う。
- 2015年8月、公式ブログで婚約を発表[4]。同年10月1日に入籍した[5]。
- 2016年7月27日、第1子女児を出産[6]。

## 出演

### 雑誌・モデル
- 2001年2月〜 - 「Ranzuki」レギュラーモデル
- 2004年4月〜 - 「JELLY」レギュラーモデル
- 2006年7月〜 - 「Fine」専属モデル
- 2007年8月 - ヘアサロン ストレートアルゼンチン 広告モデル
- 2007年10月 - ムラサキスポーツファッションショー モデル出演
- 2008年3月 - ロイアル展示会 モデル出演
- 2008年3月 - ラフ&フリー イメージ広告モデル
- 2008年10月〜 - ファッションブランド「メイヘム」イメージモデル
- 2010年5月 - Girls Award 2010モデル出演
- 2010年9月4日 - 東京ガールズコレクション出演
- 2010年8月〜 - Quissプロジェクトメンバー
- 2010年9月〜 - エステイメージモデル
- 2010年10月〜 - 「S-sight」モデル出演

### テレビ
- 2009年9月12日 - CX「バニラ気分!」
- 2009年10月26日 - CX「なべあちっ!」
- 2009年11月19日・26日・12月3日・2010年1月7日 - TBS「Take Me Out」
- 2010年9月8日・22日 - BS朝日「RE-SIGHT」
- 2010年11月5日 - CS「K-1 MAX」PPV出演
- 2010年11月8日、12月11日 - CS「K-1 MAX」キャスター出演

### 映画
- 「不良少年　3000人の総番」2012年3月10日公開
- ワーキング・ホリデー 2012年11月17日公開
- 日中国交正常化40周年記念「女優」2012年公開

### CM
- 2007年7月 - テレビ朝日「由比ヶ浜海の家」

### 舞台
- PU-PU-JUICE - 第1回ガールズ公演『女子高』（2011年3月30日〜4月3日） SPACE 雑遊
- PU-PU-JUICE - 「奇跡の男」（2011年6月9日〜6月19日）
- 「会津の空に残した月影」（2012年2月10日〜2月14日）
- 「GO,JET!GO!GO!」Bチーム出演（2012年4月27日〜5月6日）

### その他
- 2009年11月〜2010年9月 - As-meエステール ジュエリープロデュース